# Бретіньї-сюр-Моран
Бретіньї-сюр-Моран (фр. Bretigny-sur-Morrens) — громада  в Швейцарії в кантоні Во, округ Гро-де-Во.

## Географія
Громада розташована на відстані близько 75 км на південний захід від Берна, 8 км на північ від Лозанни.
Бретіньї-сюр-Моран має площу 2,9 км², з яких на 10,9% дозволяється будівництво (житлове та будівництво доріг), 65,1% використовуються в сільськогосподарських цілях, 23,9% зайнято лісами, 0% не є продуктивними (річки, льодовики або гори).

## Демографія
2019 року в громаді мешкало 864 особи (+19,3% порівняно з 2010 роком), іноземців було 17,6%. Густота населення становила 301 осіб/км².
За віковим діапазоном населення розподілялося таким чином: 24,3% — особи молодші 20 років, 64,5% — особи у віці 20—64 років, 11,2% — особи у віці 65 років та старші. Було 368 помешкань (у середньому 2,3 особи в помешканні).
Із загальної кількості 264 працюючих 5 було зайнятих в первинному секторі, 35 — в обробній промисловості, 224 — в галузі послуг.